# Joseph Tavernier

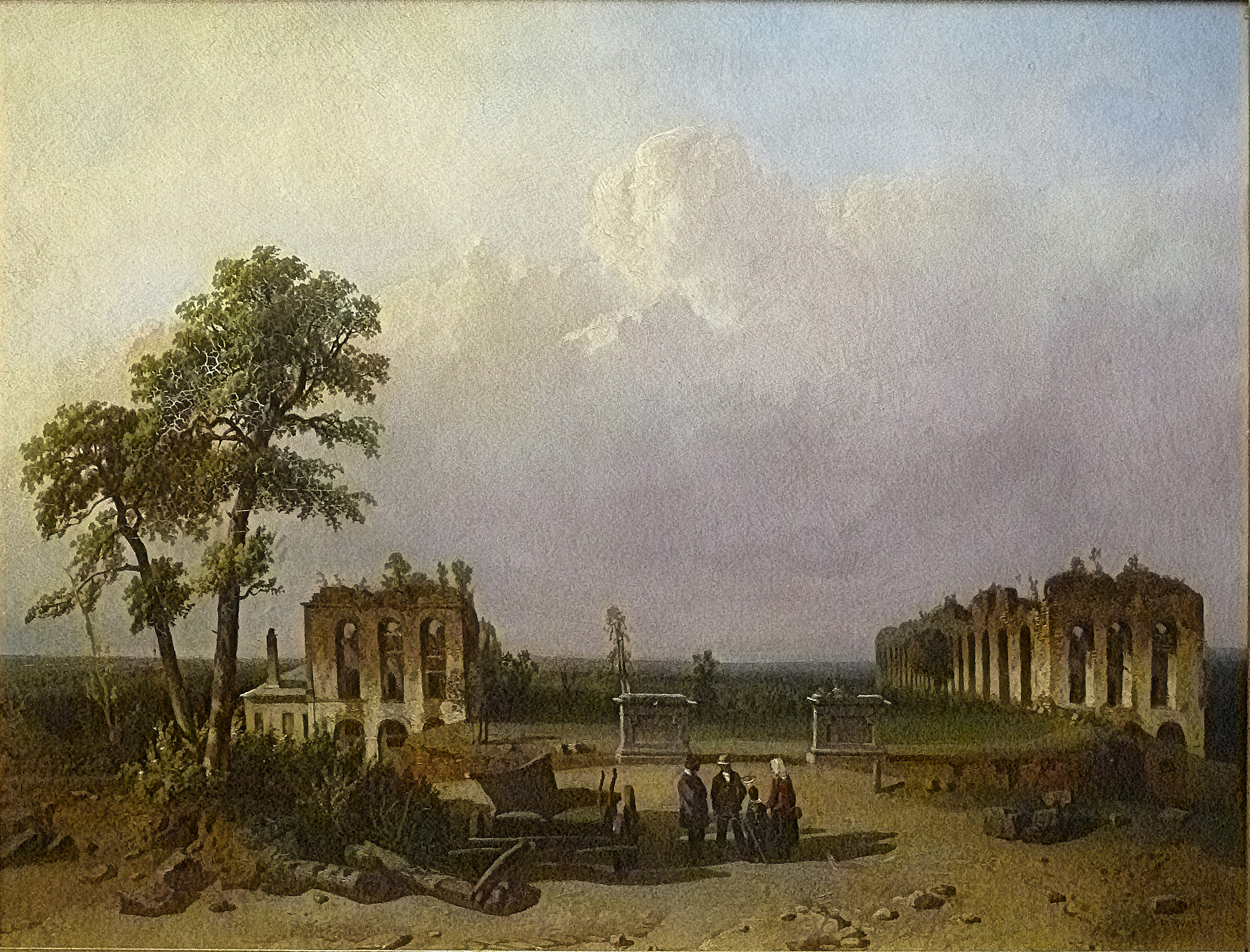
Ruines van Mariemont door Joseph Tavernier, collectie van het Museum van Mariemont

Joseph Tavernier (Vannes (Bretagne), Frankrijk, 24 januari 1802 — Sint-Joost-ten-Node, 24 juli 1859) was een Franse landschapsschilder, marineschilder, aquarellist en etser met sterkwater.
Hij vestigde zich in Brussel in 1836. 
Hij schilderde in het bijzonder ruïnes als een romantische veduta. De Koninklijke Verzameling in Brussel bezit een schilderij bestaande uit vier panelen die de ruïnes van de Abdij van Villers in zijn verschillende aspecten afbeelden. In 1839 heeft hij gezichten op deze ruïnes getoond op de tentoonstelling in Brussel. De collectie van het Musée Royal de Mariemont bezit een schilderij dat de ruïnes van het afgebrande kasteel afbeeldt.
- KulturNav: 185a87ba-d5e0-4acc-9c81-d554a2819f95
- RKD-Nederlands Instituut voor Kunstgeschiedenis: 132757
- Union List of Artist Names: 500177931
- Virtual International Authority File: 159354761